# Staatspräsident der Republik China

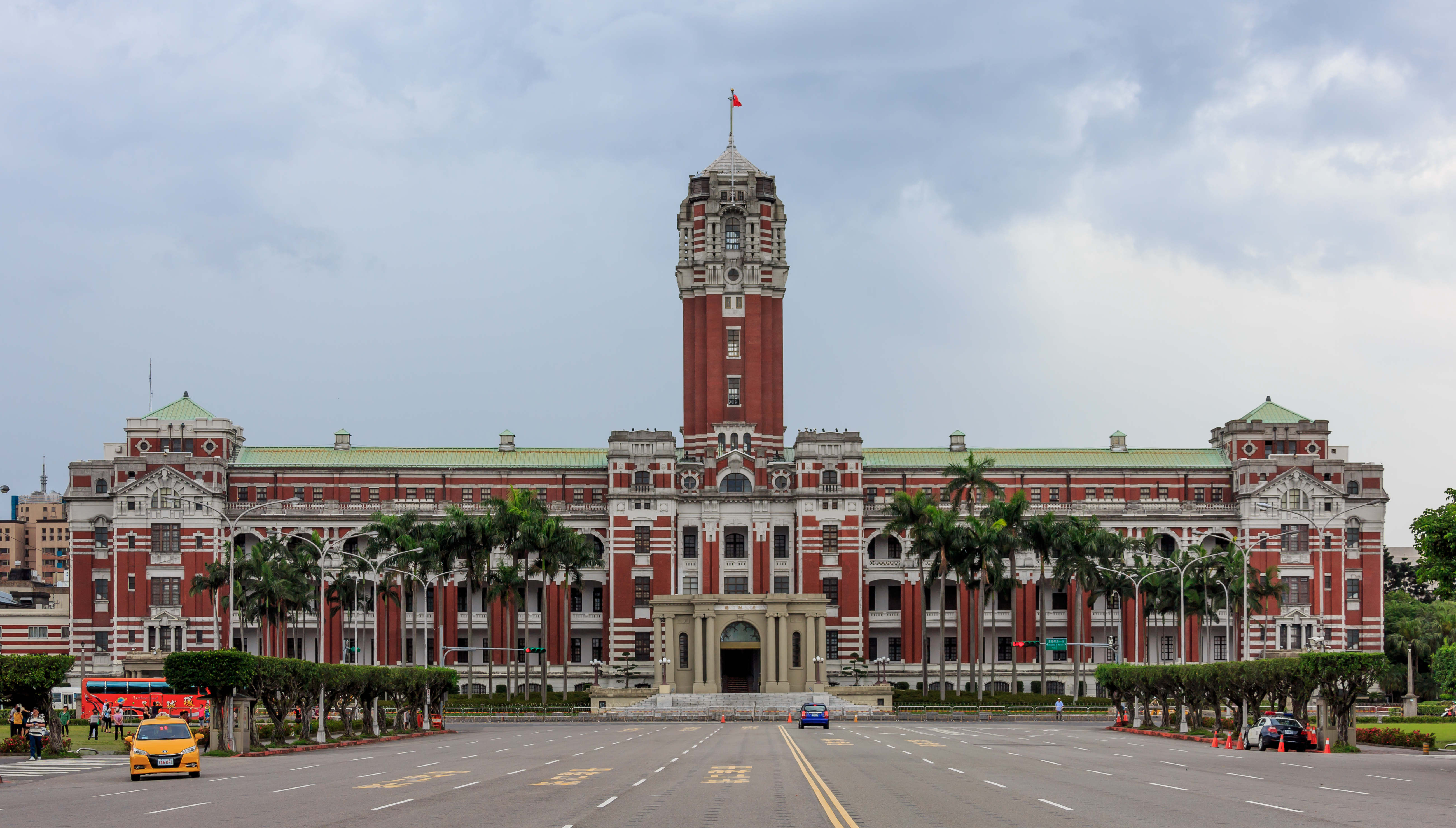
Amtssitz des Präsidenten im Bezirk Zhongzheng, Taipeh

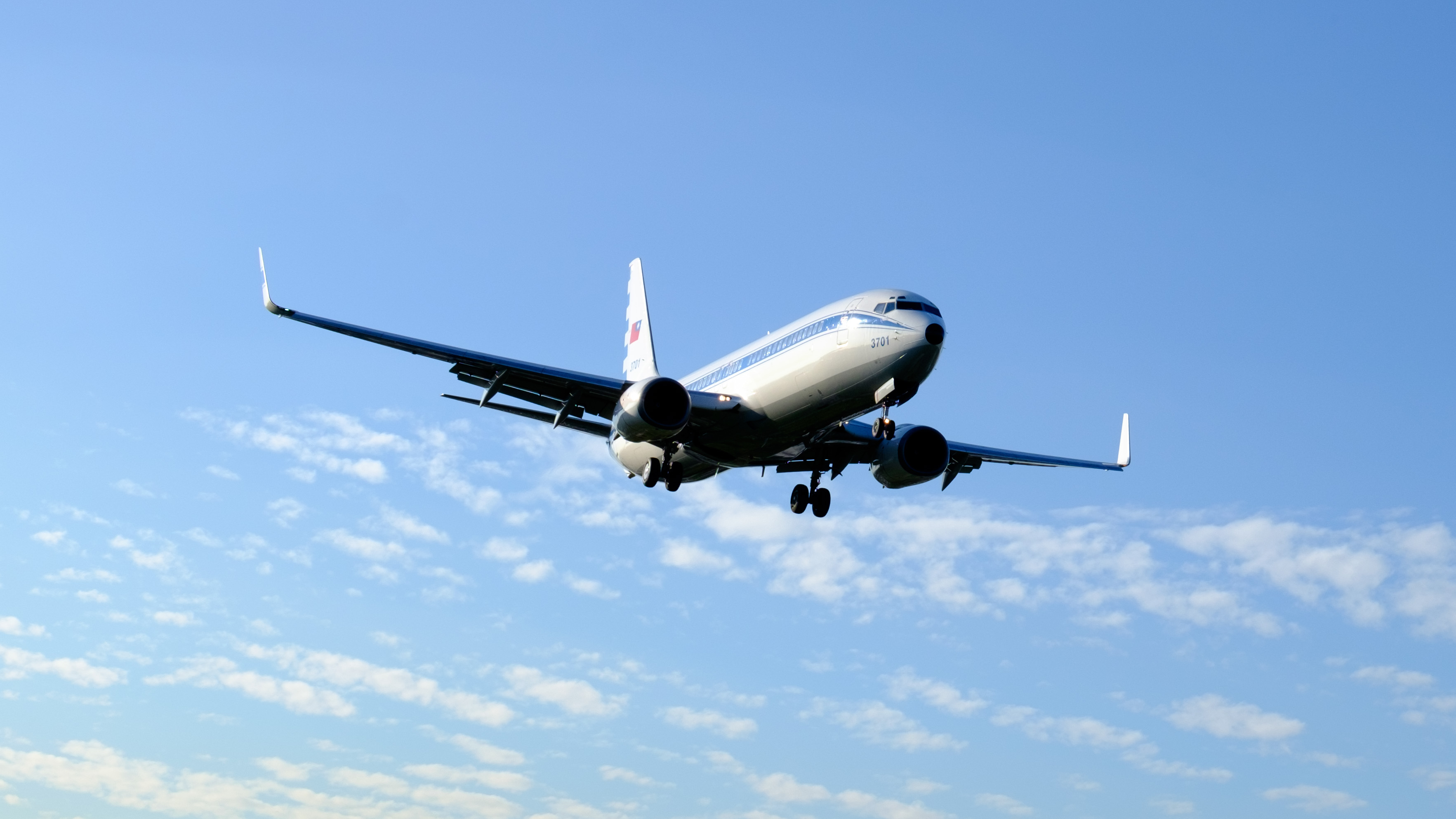
Air Force 3701, die Präsidentenmaschine von Taiwan

Der Staatspräsident der Republik China (chinesisch 中華民國總統 / 中华民国总统, Pinyin Zhōnghuá Mínguó Zǒngtǒng, W.-G. Chung-Hwa Ming-Kuo Tsung-T'ung) ist Staatsoberhaupt und Oberbefehlshaber der Streitkräfte der Republik China, deren kontrolliertes Staatsgebiet sich seit dem Verlust von Festlandchina 1949 auf Taiwan und einige kleinere Inseln, darunter Penghu, Kinmen und Matsu, sowie Guishan Dao, Lan Yu und Lü Dao beschränkt. Informell wird der Präsident der Republik China daher auch als „Präsident von Taiwan“ (chinesisch 臺灣總統, Pinyin Táiwān Zǒngtǒng) bezeichnet. 
Das Präsidentenamt wurde 1948 im Rahmen der Verfassung von 1947 eingerichtet. Zunächst wurde der Präsident von der Nationalversammlung gewählt. Seit 1996 wird er für jeweils vier Jahre nach dem Mehrheitswahlprinzip mit einfacher Mehrheit direkt vom Volk gewählt. Die Amtszeit ist auf zwei Wahlperioden, also acht Jahre, beschränkt.
Der Amtssitz des Präsidenten ist der Präsidentenpalast in Taipeh.

## Verfassungsrechtliche Befugnisse
Die Verfassung der Republik China auf Taiwan entspricht weitgehend einem präsidentiellen Regierungssystem, analog zu dem der Vereinigten Staaten. Der Staatspräsident ernennt den Präsidenten des Exekutiv-Yuans („Premierminister“), der die Regierungsgeschäfte führt. In der Vergangenheit war es daher so, dass die großen Richtlinien der Politik indirekt durch den Staatspräsidenten vorgegeben wurden. Der Staatspräsident hat die Vollmacht, diplomatische Aktionen durchzuführen, wie die Unterzeichnung von Verträgen mit anderen Staaten, oder die Kriegserklärung und den Friedensschluss. Er verleiht Orden und Ehrungen und hat das Recht, Begnadigungen und Amnestien auszusprechen. Der Staatspräsident hat den Oberbefehl über die Streitkräfte und die Befugnis, das Kriegsrecht über das Land zu verhängen. Er hat kein Vetorecht gegenüber den Gesetzen des Parlaments (Legislativ-Yuan), und der Legislativ-Yuan kann per Resolution die Wiederaufhebung des Kriegsrechts verlangen. Im Falle eines Notstandes, beispielsweise einer Naturkatastrophe, kann der Präsident Notstandsverordnungen herausgeben. Diese müssen aber binnen eines Monates vom Legislativ-Yuan bestätigt werden und verlieren ansonsten ihre Gültigkeit.
In der ursprünglichen Version der Verfassung von 1947 bestand eine Amtszeitbeschränkung für den Präsidenten. Die Amtsperiode betrug 6 Jahre und er durfte nur maximal einmal wiedergewählt werden. Diese Regelung wurde im Jahr 1960 aufgehoben um Chiang Kai-shek eine weitere Wiederwahl zu ermöglichem. Tatsächlich bekleidete Chiang Kai-shek dann mit kurzen Unterbrechungen von 1947 bis zu seinem Tod im Jahr 1975 durchgehend das Amt des Staatspräsidenten. Ursprünglich wurde der Präsident in indirekter Wahl durch die Nationalversammlung gewählt. Dies wurde durch eine Verfassungsänderung im Jahr 1991 geändert, so dass der Präsident seither in direkter Wahl durch die Wähler für eine Amtsperiode von 4 Jahren gewählt wird (Zusatzartikel 2 zur Verfassung). Die Amtszeitbeschränkung wurde wieder eingeführt, so dass nur eine einmalige Wiederwahl zulässig ist. Die erste Direktwahl fand im Jahr 1996 statt. Bei der Direktwahl gibt es nur einen Wahlgang und der Kandidat mit den meisten Stimmen gewinnt die Wahl. Das kann dazu führen, dass auch Kandidaten nur mit einer relativen Stimmenmehrheit erfolgreich sind. So gewann Chen Shui-bian die Präsidentenwahl im Jahr 2000 mit nur 39,3 % der Wählerstimmen.
Für den Fall, dass der Präsident die Amtsgeschäfte nicht mehr fortführen kann, sieht Artikel 49 der Verfassung folgendes vor: zunächst folgt der Vizepräsident im Amt nach, der bis zum Ende der Legislaturperiode amtiert. Sollte auch der Vizepräsident dazu nicht in der Lage sein, übernimmt der Premierminister geschäftsführend das Amt (maximal 3 Monate), und das Parlament wählt einen neuen Nachfolger, der das Amt dann bis zum Ende der Amtsperiode versieht.
Der Staatspräsident kann mit Zweidrittelmehrheit des Parlaments seines Amtes enthoben werden. Die Amtsenthebung muss durch die Wähler mit absoluter Mehrheit bestätigt werden, wobei die Wahlbeteiligung mindestens 50 % betragen muss.
Der Präsident genießt Indemnität von strafrechtlicher Verfolgung. Ausgenommen sind nur Fälle von Hochverrat oder Verfassungsbruch (in Artikel 52 der Verfassung: „rebellion“).
Für das Amt des Präsidenten sind Personen ab einem Alter von 40 Jahren wählbar.